# Lijst van voetbalinterlands Australië - Slovenië (vrouwen)
Deze lijst van voetbalinterlands is een overzicht van alle officiële voetbalinterlands tussen de nationale vrouwenteams van Australië en Slovenië. De landen hebben tot nu toe twee keer tegen elkaar gespeeld.

## Wedstrijden
| № | Plaats | Datum        | Competitie        | Wedstrijd            | Uitslag |
| - | ------ | ------------ | ----------------- | -------------------- | ------- |
| 1 | Perth  | 26 juni 2025 | Vriendschappelijk | Australië − Slovenië | 3 − 0   |
| 2 | Perth  | 29 juni 2025 | Vriendschappelijk | Australië − Slovenië | 1 − 1   |

## Samenvatting
| Competitie        | Totaal gespeeld | Winst Australië | Gelijk | Winst Slovenië | Doelsaldo Australië – Slovenië |
| ----------------- | --------------- | --------------- | ------ | -------------- | ------------------------------ |
| Vriendschappelijk | 2               | 1               | 1      | 0              | 4 − 1                          |
| Totaal            | 2               | 1               | 1      | 0              | 4 − 1                          |